# 奎多·馬里尼
奎多·馬里尼（義大利語：Guido Marini；1965年1月31日—）是義大利籍的主教，為現任天主教托爾托納教區主教
在擔任此職前他曾經在其出身地的熱那亞總教區擔任歷任總主教的禮儀司和宗座禮儀長。

## 神職生涯
他於1965年1月31日在熱那亞出生。奎多·馬里尼於1989年2月4日獲熱那亞總教區總主教若望·卡內斯特里樞機晉鐸。之後他在宗座拉特朗大學取得教會法與民法雙博士學位。並於宗座慈幼大學取得大眾傳播心理學學士學位。
2021 年 8 月 29 日，獲教宗方濟各晉牧為天主教托爾托納教區主教

## 牧徽

奎多·馬里尼主教牧徽